# 1616 a tudományban
Az 1616. év a tudományban és a technikában.

## Technika
- Giuliano Bossi feltalálja a dupla csövű puskát.

## Születések
- november 23. - John Wallis matematikus, aki az algebra és a koordinátageometria terén ért el felfedezéseket (1703).